# Аліпій (Шинкарук)
Архімандрит Аліпій (Шинкарук, 9 вересня 1929 (за іншими даними 1932)—30 квітня 1981) — православний архімандрит, політичний в'язень.

## Життєпис
Був благочинним та секретарем Свято-Успенської Почаївської лаври.
У 1960-ті тричі ув'язнювала радянська влада. Був одним з основних провідників руху спротиву проти закриття лаври.
На початку 1980-х фактично очолював одну зі сторін внутрішньомонастирського конфлікту (опонуючи групі під проводом намісника монастиря архімандрита Якова). Перебував під слідством за «антирадянську агітацію та пропаганду», неодноразово затримувався і перебував в слідчому ізоляторі в Тернополі.
З початком Великого посту почав голодування. 30 квітня 1981 року на Великодньому тижні почав виходити з голодування і помер після 54-х днів голодування.
Поховання відбувалося за великого скупчення людей.